# Salsa (muzyka)

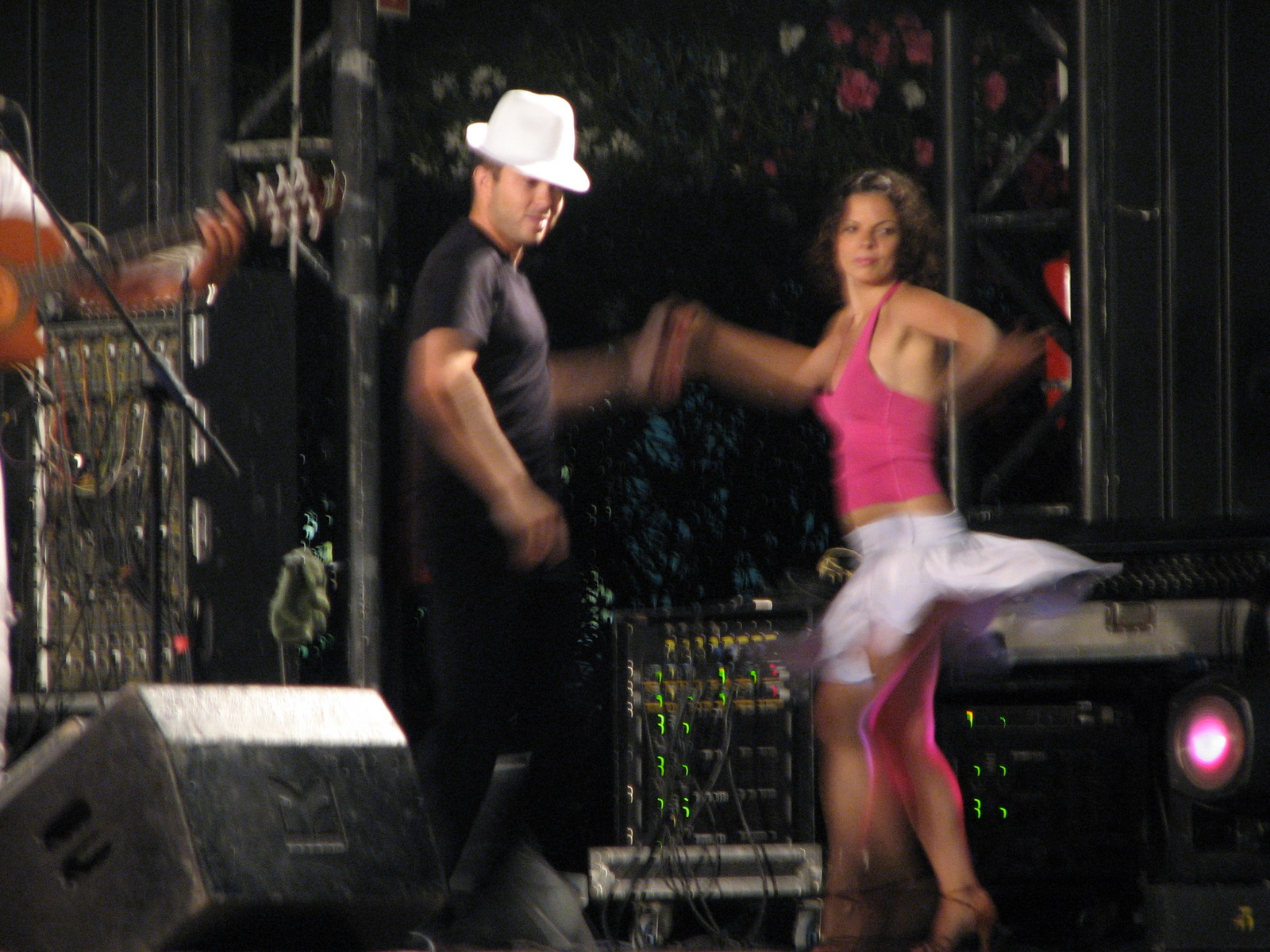
Salsa

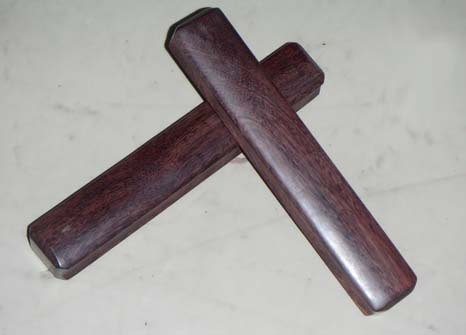
Klawesy – instrument charakterystyczny dla salsy

Salsa – rodzaj muzyki opartej na metrum 4/4 charakteryzującej się bardzo rozbudowaną sekcją rytmiczną. Wyróżnia ją clave (rytm wystukiwany na drewnianych pałeczkach zwanych klawesami), bogata sekcja dęta oraz melodia wygrywana najczęściej na pianinie w zapętlonych frazach.

## Pochodzenie nazwy
Słowo „salsa” pochodzi od hiszpańskiego słowa sos. Przyjęło się ono jako określenie muzyki, która była mieszanką wielu stylów muzycznych i rytmów. Do popularnej na Kubie muzyki son (będącej również mieszanką różnych stylów) zaczął dołączać się przede wszystkim amerykański jazz, jak i wpływy portorykańskie (bomba, plena i ich pochodne).
Początkowo nazwa wywoływała kontrowersje, które z czasem opadły. Uznano, iż „salsa” dobrze oddaje synkretyczny charakter tej muzyki.

## Geneza
Salsa powstała z fuzji różnych kultur muzycznych, która miała miejsce na Kubie od czasów skolonizowania Karaibów i sprowadzenia tam pierwszych czarnoskórych niewolników aż po lata 70. XX wieku.
Na przestrzeni tego czasu dwa rodzaje muzyki wywierały na siebie wzajemny wpływ. Była to muzyka europejska sprowadzona przez kolonizatorów, grana i słuchana wśród wyższych warstw społecznych – święte, religijne rytmy (orishas) oraz muzyka niewolników, później ulicy i plebsu – grana na bębnach rozrywkowa rumba.
Efektem tego był niespotykany wcześniej twór – kubańska muzyka son. Na początku XX wieku ogromny wpływ na nią wywarł amerykański jazz. Grupy muzyczne zaczęły się powiększać o nowe instrumenty (przede wszystkim w sekcji dętej). Zaczęto kłaść bardzo duży nacisk na improwizacje poszczególnych muzyków.
Ostatecznie muzyka i grupy salsowe ukształtowały się w latach 70. XX wieku. W tamtym czasie powstało najwięcej salsowych utworów.
Podkreślenia wymaga fakt, że salsa po otwarciu się na świat przeszła kolejną ewolucję. Na Kubie powstała timba (tzw. hyper salsa) charakteryzująca się zapętlonymi, skomplikowanymi aranżacjami instrumentów dętych i perkusyjnych. W USA powstało wesołe boogaloo z tekstami w języku angielskim oraz poddające się jazzowym wpływom nowojorskie, instrumentalne mambo, z małą ilością wokalu.

## Charakterystyka
W „salsowej orkiestrze” oprócz solistów (tzw. soneros) występują zazwyczaj następujące instrumenty:
- w sekcji rytmicznej: kontrabas, klawesy, congi, timbale, bongosy oraz różne tzw. „przeszkadzajki”, np.: guiro, calabasa, marakasy, krowie dzwonki
- w sekcji dętej: praktycznie wszystkie instrumenty dęte
- pianino,
- czasami również gitara (np. kubańska gitara – tres), skrzypce